# 왕숙진생
왕숙진생(王叔陳生, ? ~ ?)은 춘추 시대 주나라의 경사(卿士)이다. 왕숙 환공의 아들이다.

## 생애
기원전 568년, 주 영왕이 왕숙진생을 진나라에 파견하였는데, 진나라는 왕숙진생을 억류하였다. 사방(士魴)이 경사(京師)에 이르러 영왕에게 왕숙진생이 융인(戎人)과 공모하였다고 아뢰었다. 기원전 563년, 백여(伯輿)와 왕숙진생이 집정(執政)의 지위를 놓고 정쟁을 벌였다. 영왕이 백여를 지지하자 왕숙진생은 황하 강변으로 도주하였다. 진나라가 범 선자를 경사에 파견하여 백여와 왕숙진생을 화해시키려고 하였다. 왕숙진생의 가신이 소문소호(小門小戶)가 왕실을 능가해서는 안 된다고 말했고, 백여의 가신 하금(瑕禽)은 백씨(伯氏)는 주 평왕의 동천에 공을 세운 공신이며 왕숙 가문은 뇌물을 받고 조정을 장악했다고 말했다. 결국 왕숙진생은 진나라로 도주했다.